# Kollegiatstift Möckmühl
Das Kollegiatstift Maria und Georg, auch Stift Unserer Lieben Frauen, war ein Kollegiatstift, das von 1379 bis 1558 in Möckmühl im heutigen Landkreis Heilbronn im Nordosten von Baden-Württemberg existierte.

## Geschichte

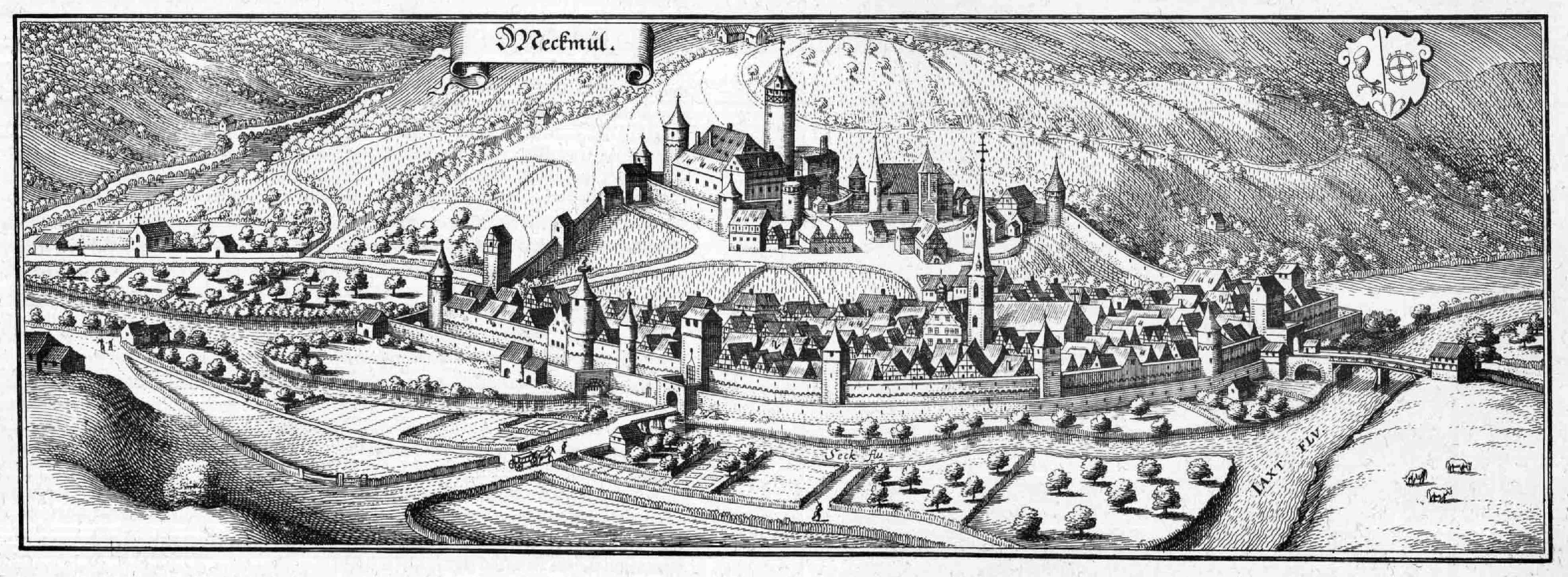
Merianstich von Möckmühl, um 1640

### Gründung
Das Kollegiatstift Maria und Georg in Möckmühl wurde am 25. Mai 1379 von Kraft IV. und Gottfried V. von Hohenlohe mit Zustimmung ihrer Brüder Ulrich, eines Domherrn in Würzburg, Johann, eines Diakon in Öhringen, und Friedrich, ab 1385 Domprior in Würzburg, gegründet. Gerhard von Schwarzburg, der Bischof von Würzburg, bestätigte am 8. August 1379 die Gründungsurkunde (Capitulum ecclesie [s. Marie virginis et Georii martiris] in Meckmulen [-muln]). Das Stift mit Stiftskirche befand sich unterhalb der Burg Möckmühl und oberhalb der alten Fuldaer Eigenkirche, der späteren Pfarrkirche St. Bonifatius und heutigen Evangelischen Stadtkirche Möckmühl. Zeitgenössische Urkunden des 14. Jahrhunderts deuten darauf hin, dass die Burg zeitweise als hohenlohische Residenz diente, und das Stift dem Typus eines Residenzstiftes entsprach. Die Herren von Hohenlohe hatten 1376 eine Kirche vor ihrer Burg erbaut, die sie zu einer Stiftskirche machten.

### Besitzungen
Zum Unterhalt des Stifts bestimmten die Herren von Hohenlohe 1379 den Zehnten ihres Besitzes in Ingelfingen, den kleinen und großen Weinzehnten in Nieder- und Oberschüpf und die Weingült zu Münster. 1380 kamen das Patronat der Kirche zu Honhardt und der dazu gehörende Besitz an das Stift. Die Pfarrkirche in Honhardt wurde 1479 inkorporiert. Weitere Patronatsrechte und Besitzungen hatte das Stift in Kochersteinsfeld, Lampoldshausen und Mulfingen. Andere Besitzungen kamen im Laufe der Zeit hinzu und wurden wieder verkauft. Beispiele sind der Zehnt zu Steinsfeld und die Großzehnten in Appensee und Steinbach an der Jagst. 1432 hatte das Stift Besitzungen in Siglingen und später den großen und kleinen Zehnt im dortigen Forst. Rechte am Weinzehnt von Möckmühl erwarb das Stift von den Herren von Rosenberg 1439. In Lampoldshausen hatte es den großen Zehnt und Anteile der Weinzehnt, in Gochsen 1523 ein Drittel des Zehnten, in Simprechtshausen seit 1478 offiziell den Großzehnt, nach 1421 von Fritz Duming von Domeneck erworbene Besitzanteile des Hofguts Schwärzerhof, in Eschenau 1521 2,5 Morgen Wald und Wiesen so wie Anteile des Weißlensburger Zehnten. Bei Auflösung des Stifts 1558 hatte das Stift noch das Patronatsrecht in Züttlingen und Liegenschaften und Einkünfte in Ruchsen und Gründelhardt.

### Stiftsverfassung
Acht Kanonikate des Stifts wurden wohl kurz nach der Gründung dotiert. Die Verleihungsrechte für alle Kanonikate lagen zunächst beim Ältesten der Stifterfamilie und später beim jeweiligen Landesherrn.  An der Spitze des Stifts stand ein Propst, der vermutlich vom Landesherrn nominiert und vom Kapitel bestätigt wurde. Er übte die Funktion eines Dekans aus. Dem Bischof von Würzburg wurde die „Wahl“ des Propstes vom jeweiligen Landesherrn, später von der landesherrlichen Kanzlei, mit der Bitte um Bestätigung angezeigt, nicht vom Kapitel.  Die Patronatsrechte für die Möckmühler Pfarrkirche besaß das ältere Stift Mosbach. Dies führte im Lauf der Zeit zu Konflikten. Die einzige Zusammenfassung der Statuten kam daher 1484 nach längeren Beratungen und Konsultation mit dem Stift Mosbach zustande und wurde von Rudolf II. von Scherenberg, dem Bischof von Würzburg, als dem geistlichen Ordinarius und von Kurfürst Philipp von der Pfalz als Landesherrn bestätigt.

### Kanoniker
Der überwiegende Teil der Kanoniker entstammte offenbar dem Möckmühler Bürgertum. Der Adel war hier nur schwach vertreten. Nach Gründung der Universität Heidelberg 1386 lassen sich dort im beginnenden 15. Jahrhundert vermehrt spätere Möckmühler Kanoniker als Studenten nachweisen. Mehrere Kanoniker studierten an der Universität Leipzig. Namentlich bekannte Kanoniker sind im Gründungsjahr 1379 Peter Schwegler und Endriss Haub, 1401 Heinrich von Ballingen, daneben die Stiftspröbste Burkard von Tierberg, 1481 und Seifried Meser, 1537.

### Stiftsschule
Eine Stiftsschule wurde ab 1410 genannt und bestand bis 1587. Sie befand sich östlich der Stiftskirche und wurde von einem vom Stift angestellten Präzeptor geleitet, dagegen wurde kein Stiftsscholaster aufgeführt.

### Weitere Geschichte bis zur Auflösung des Stifts
Dieter II. Landschad von Steinach hatte in der ersten Hälfte des 15. Jahrhunderts seinen Wohnsitz in Möckmühl, versah das Stift mit reichlichen Schenkungen und wurde nach seinem Tod 1439 in der Stiftskirche bestattet. 1445 wurde Möckmühl an die Kurpfalz verkauft und 1504 eroberte Herzog Ulrich von Württemberg die Stadt. Die Lage am Rand der jeweiligen Herrschaftsbereiche und die geringe Dotation verhinderten ein Aufblühen des Stifts. Ab 1495 gelangte das Stift immer unter den Einfluss des Herzogs von Württemberg. Als Landesfürst nutzte er die Möglichkeit, Vertraute und Räte in seinen Dienst zu bringen, und diese dann mit kirchlichen Pfründen zu entlohnen. Infolgedessen waren die Kanoniker immer seltener im Stift anwesend und leisteten nur noch sporadisch ihre gottesdienstlichen und eventuell schulischen Pflichten. Nach der Verbannung Ulrichs 1519 wurde das Herzogtum Württemberg direkt dem Haus Habsburg unter dem neuen Kaiser Karl V. unterstellt. Dieser verpfändete die Stadt Möckmühl dem Fürstbischof von Würzburg Konrad II. von Thüngen. Papst Clemens VII. erteilte diesem am 18. November 1531 das Privileg, dass nur er und seine Nachfolger das Recht haben, alle kirchlichen Pfründe und das Amt des Stiftsherrn im Stift Möckmühl zu veleihen. Nach Ulrichs Rückkehr löste er 1542 wieder das Pfand und führte im selben Jahr in Stadt und Stift die Reformation ein. In der Zeit des Augsburger Interims lebten im Stift noch der Probst und einige Stiftsherren, die verheiratet waren. Der Prediger Johann Reichart wirkte auch nach Beurlaubung der Pfarrer in Möckmühl. Als die Stiftsherren 1548 den Befehl erhielten, sich nach Priestern umzuschauen, die die Messe nach dem Interim lesen sollten, antworteten sie noch am 17. Mai 1548, sie könnten keine bekommen. Im Januar 1549 wurden wieder Messen gelesen, da zwei Stiftsherren katholisch waren. Zu dieser Zeit waren noch zwei Altäre in der Kirche, die dafür genügten. Im Juli 1550 hatte man wieder angefangen Horen zu singen und den Interimsgottesdienst zu feiern, wozu der Stiftsprobst noch zur Besetzung zweier erledigter Kanonikate bat.. Der Nachfolger Konrads II., Melchior Zobel von Giebelstadt, übergab Kaiser Karl V. auf dem Augsburger Reichstag 1550 ein Verzeichnis der seiner Jurisdiktion entzogenen Stifte, Klöster und Pfarreien, in welchem auch das Stift Möckmühl aufgeführt war. Zu dieser Zeit waren von den acht Kanonikaten wohl noch sieben besetzt, doch das Kapitel zeigte schon Auflösungserscheinungen. Das Chorherrenstift wurde 1558 durch den Nachfolger Ulrichs, Herzog Christoph, offiziell aufgelöst. Eingezogener Besitz und Einkommen wurden wie in Württemberg üblich zum allgemeinen Kirchengut geschlagen und einer Stiftsverwaltung übertragen.

## Stiftskirche
Über die Möckmühler Stiftskirche Zu unserer lieben Frau fehlen schriftliche Nachrichten. Die 1376 erbaute Kirche bildet Matthäus Merian in der Nähe der Burg ab. Die Authentizität des Merianstiches aus dem Jahr 1643 ist aber nicht nachprüfbar. In der Endphase des Dreißigjährigen Krieges 1645 fielen französische Truppen unter Turenne in Württemberg ein. Im Rahmen dieses Kriegszuges wurde auch Möckmühl angegriffen und die Stiftskirche wahrscheinlich schwer beschädigt. Noch 1703 wird die zweitürmige Ruine erwähnt. Aus der Zeit der Auflösung des Stiftes sind Verzeichnisse der Paramente und der liturgischen Geräte der Stiftskirche bekannt. Auf den Grundmauern des Kirchenschiffs wurde 1813 eine Scheune errichtet, deren westliche Giebelwand noch teilweise von der Kirche stammt.